# Freeburg (Missouri)
Freeburg – wieś w Stanach Zjednoczonych, w stanie Missouri, w hrabstwie Osage.